# Aeroportul Ca Mau
Aeroportul Ca Mau (Sân bay Cà Mau, Ca Mau Airport, IATA: CAH, ICAO: VVCM) este un aeroport în estul districtului Ca Mau din Ca Mau province, Vietnam. Este nodul principal pentru Vietnam Airlines. 

## Linii aeriene
- Vietnam Air Services Company (Ho Chi Minh City)